# André Anderson
André Anderson Pomilio Lima da Silva Costa (ur. 23 września 1999 w Maracaí) – włoski piłkarz brazylijskiego pochodzenia występujący na pozycji pomocnika we włoskim klubie Lazio. Wychowanek Santosu, w trakcie swojej kariery grał także w Salernitana. Młodzieżowy reprezentant Włoch.